# Franc Saar
Franc Saar là một đồng tiền Đức có hiệu lực trên 20 là tháng mười một như năm 1947, thay thế cái cũ Mark Saar. Nó được đưa ra khỏi lưu thông vào ngày 6 tháng 7 năm 1959. Nó có một sự tương đương với đồng franc Pháp, tiền xu và tiền giấy được lưu hành cùng với các ghi chú và chữ số địa phương.

## Lịch sử
Sau một cuộc trưng cầu về tình hình tương lai của khu vực, Saar bị sáp nhập vào Cộng hòa liên bang Đức là một nhà nước liên bang trên 1 tháng Giêng của năm 1957. Sự hội nhập kinh tế tại Cộng hòa Liên bang Đức đã được hoàn thành với việc rút tất cả các đồng franc khỏi Saar. Vào ngày 29 tháng 6 năm 1959, sắc lệnh liên bang "Verordnung zur Einführung der Deutschen Mark im Saarland" khẳng định rằng - từ ngày 06 tháng 7 (§ 1) - tất cả các khoản nợ, các khoản vay, tiền gửi, tiền lương, tiền thuê, phí, lãi hoặc khấu hao thanh toán dịch vụ và các nghĩa vụ khác, cũng như dự trữ tiền mặt và giá cả có gốc franc đã được quy đổi theo tỷ lệ 100 franc=0,8507 DM (§2).

## Tiền giấy

### Tiền giấy được phát hành từ năm 1919 đến 1935

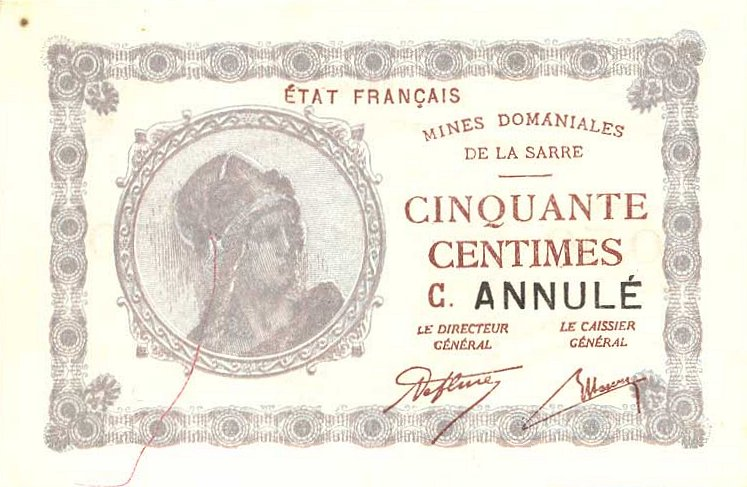
Tiền giấy có mệnh giá 5o centimes "Mines domaniales de la Sarre" 1919 (mặt trước)
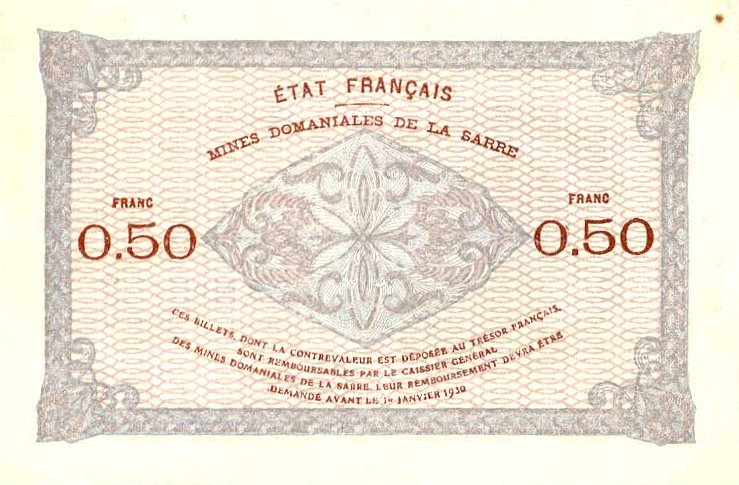
Tiền giấy có mệnh giá 5o centimes "Mines domaniales de la Sarre" 1919 (mặt sau)
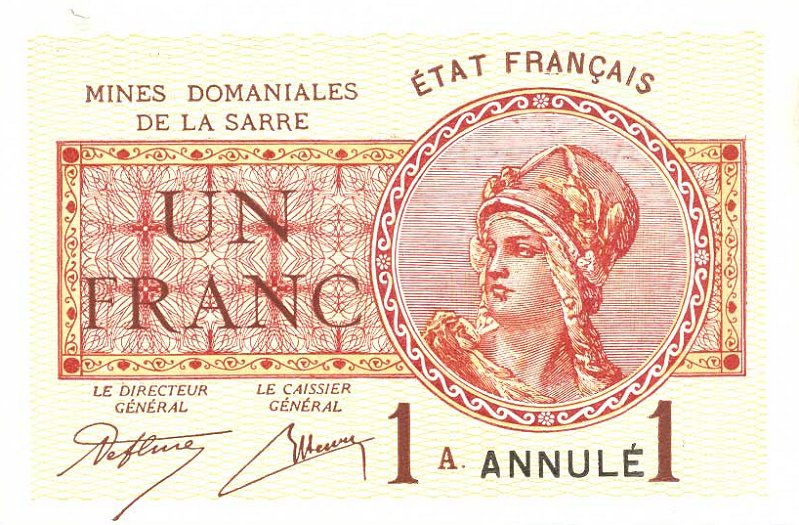
Tiền giấy có mệnh giá 1 franc "Mines domaniales de la Sarre" 1919 (mặt trước)
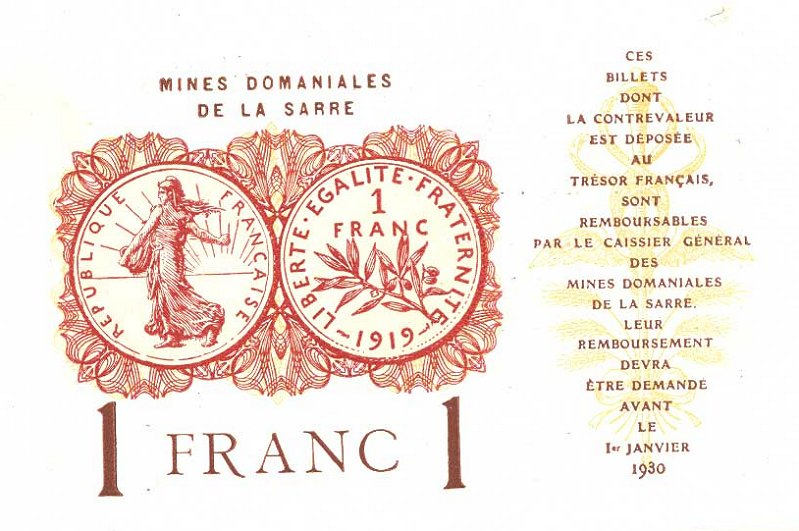
Tiền giấy có mệnh giá 1 franc "Mines domaniales de la Sarre" 1919 (đảo ngược)
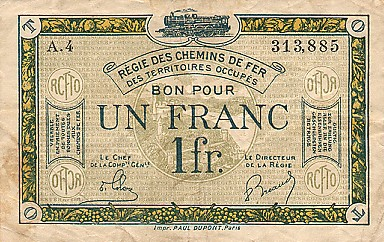
Tiền giấy có giá trị danh nghĩa là 1 franc "Régie des Chemins de fer" 1923 (mặt sau)
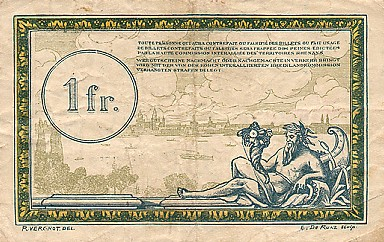
Tiền giấy có giá trị danh nghĩa là 1 franc "Régie des Chemins de fer" 1923 (mặt sau)

### Tiền giấy được phát hành từ năm 1947 đến 1959
Tiền giấy phát hành từ Kho bạc Pháp có đề cập đến "Lãnh thổ chiếm đóng" (1947) cũng có sẵn ở Tây Berlin:

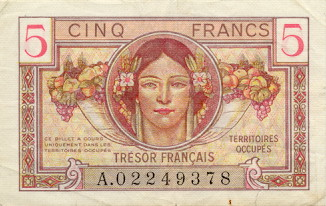
Tiền giấy có mệnh giá bằng 5 đồng franc Pháp, loại năm 1945 (mặt trước)
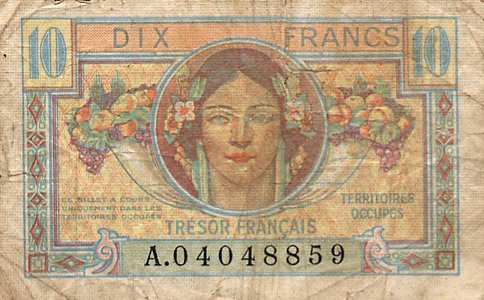
Tiền giấy có mệnh giá 10 franc Pháp, loại năm 1945 (mặt trước)
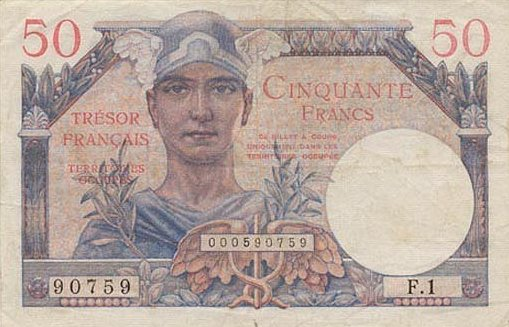
Tiền giấy có mệnh giá 50 franc Pháp, loại năm 1945 (mặt trước)
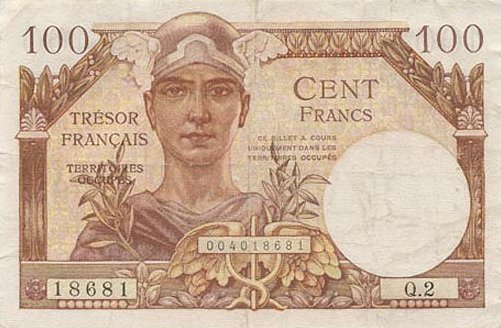
Tiền giấy có mệnh giá 100 franc Pháp, loại năm 1945 (mặt trước)

Ngoài ra còn có 1.000 franc Pháp và hiển thị với tiền giả "NF - Nouveaux Francs" (1958).

## Tiền xu
| Mệnh giá  | Năm phát hành | Chất liệu  | Hình dạng | HÌnh ảnh |
| --------- | ------------- | ---------- | --------- | -------- |
| 10 Franc  | 1954          | Đồng nhôm  | Tròn      |          |
| 20 Franc  | 1954          | Đồng nhôm  | Tròn      |          |
| 50 Franc  | 1954          | Đồng nhôm  | Tròn      |          |
| 100 Franc | 1955          | Đồng niken | Tròn      |          |